# Narcistische persoonlijkheidsstoornis
De narcistische persoonlijkheidsstoornis (NPS) is een persoonlijkheidsstoornis die wordt gekenmerkt door een pathologisch gebrek aan eigenwaarde, een sterke behoefte aan bewondering en een laag inlevingsvermogen, waarbij de narcist ter compensatie een opgeblazen ego heeft gecreëerd. Anders geformuleerd: de persoon stelt zichzelf centraal en vindt dat hij bewondering verdient.
De stoornis kan worden gezien als de pathologische vorm van narcisme. De narcist heeft geen ziektebesef. Omdat het zelfbeeld te positief is, kan hij geen kritiek verdragen en is zelfkritiek onmogelijk. Daarom zal hij geen behandeling zoeken, en geen onderzoek accepteren. Hij kan dan ook niet gediagnosticeerd worden.
Er kan dus enkel een ruwe schatting bestaan: 0,5-1% van de bevolking lijdt aan NPS. De aandoening komt in meerderheid voor bij mannen (50-75% van de gevallen volgens het DSM-IV).

## Kenmerken
Het is voor artsen en hulpverleners moeilijk te bepalen waar de grens tussen narcisme en de narcistische persoonlijkheidsstoornis ligt. De grens wordt bepaald door in hoeverre er ziekte-inzicht mogelijk is; met andere woorden, hoe blind de persoon is voor het eigen gedrag. Bij onvoldoende zelfbesef is behandeling onmogelijk en is er sprake van een persoonlijkheidsstoornis.
Personen die lijden aan een NPS kunnen in eerste instantie overkomen als charmant en sociaal. Tevens kunnen ze zich interessant voordoen en zodoende kunnen ze op normale wijze relaties aangaan. Maar na verloop van tijd blijkt hun egocentrisme doorgaans een ernstig obstakel. Niet zelden eisen ze een voorkeursbehandeling. Als ze die niet krijgen, voelen ze zich snel gekrenkt of ondergewaardeerd. Hierdoor zijn ze gevoelig voor een depressie. Anderzijds kan hun kwetsbaarheid ook tot woedeaanvallen leiden en tot confrontaties in een werkomgeving.
Voor een narcistisch persoon is het van levensbelang om in het centrum van de aandacht te staan. Als men niet voldoende bewondering laat merken, wordt er aandacht op een negatieve manier afgedwongen. Daardoor is het bijna onmogelijk om met hem samen te leven; zulk gedrag is destructief en heeft voor alle betrokkenen negatieve gevolgen.
De lijder ontkent de verantwoordelijkheid voor eigen handelen omdat gebrek aan zelfinzicht dat onmogelijk maakt.
Iemand met een narcistische persoonlijkheidsstoornis is in overdreven mate op zoek naar aandacht, waardering en lof. Dit gedrag kan dwingend en manipulatief zijn voor zijn omgeving, zodanig dat het negatieve gevolgen heeft voor alle betrokkenen. De gezochte aandacht houdt een broos zelfbeeld in stand en is van levensbelang voor de persoon. Om die aandacht af te dwingen, kwetst de persoon de mensen die het dichtst bij staan, zoals partner en kinderen.
Ernstige lijders zijn niet in staat met anderen samen te leven, zij zijn te destructief en niet aanspreekbaar op hun gedrag. Deze personen zijn gedoemd steeds eenzamer te worden terwijl ze niet kunnen begrijpen dat het eigen gedrag de oorzaak is. Hun te positieve zelfbeeld is niet te rijmen met (ernstige) fouten.
Een narcistische persoonlijkheidsstoornis kan worden gezien als verdedigingsmechanisme dat op gevoelens van minderwaardigheid is gebaseerd. Een te sterk minderwaardigheidscomplex, zodanig dat het als ondraaglijk wordt ervaren kan door narcisme worden overgecompenseerd. Het zelfbeeld is om deze reden ongerijmd met hoe degene zich in werkelijkheid voelt, wat op zijn beurt ervoor zorgt dat de lijder actief en onbewust, verantwoordelijkheid voor eigen handelen ontkent. Hij wordt dus blind voor eigen gedrag.
Er is een mogelijk verband met autisme. Omgekeerd betekent een diagnose als NPS niet dat de persoon autistisch denkt.

## Open en verborgen narcisme
Bij open narcisme (ook wel grandioos narcisme) staat vooral arrogantie op de voorgrond. Het zijn vaak mensen die dominant overkomen en die in interactie met anderen openlijk zelfzuchtige en zelfbevestigende gedragingen en attitudes uiten.
Veel minder goed waarneembaar - en daarom verraderlijker - is verborgen narcisme (ook wel kwetsbaar narcisme). Mensen die hieraan lijden zijn sociaal passief, teruggetrokken en afwachtend. Zij onderscheiden zich van de open narcist doordat zij niet zeggen "hoe geweldig ze zijn", maar bijvoorbeeld "hoe uniek hun lijden is, dat hen door anderen is aangedaan". Zij nemen op die manier een slachtofferrol aan, waarbij zij pathologisch kunnen liegen waarmee zij een ander, de vermeende veroorzaker van hun lijden, kwetsen en beschadigen. Door een gebrek aan empathie zijn zij niet in staat om zichzelf te begrenzen. Zij kunnen zich een hoog ontwikkeld en verfijnd vermogen verwerven om anderen te manipuleren en in te zetten voor hun strijd tegen de vermeende veroorzaker van hun lijden. Bij verborgen narcisme is de stoornis dus minder duidelijk waarneembaar, maar daardoor niet minder ernstig. Doordat de stoornis verborgen is, blijven pathologische leugens en manipulaties onontdekt.